# إيزابيل باسونج
إيزابيل باسونج  (بالفرنسية: Isabelle Bassong)ولدت في9 فبراير 1937 في إيبولوا وتوفيت في بروكسل يوم9 نوفمبر 2006، هي شخصية سياسية كاميرونية. وكانت سفيرة الكاميرون إلى البنلوكس والاتحاد الأوروبي في بروكسل 1989-2006، لتصبح أول امرأة كاميرونية عين في وظيفة السفراء.

## السيرة الذاتية
أنهت دراستها الثانوية في كاهور في الكاميرون ، وتخرجت في عام 1954 ، ودرست اللغويات في جامعة السوربون. ، حيث حصلت على درجة الدكتوراة . بدأت حياتها المهنية في عام 1964 ، في الجمعية الوطنية الكاميرونية، حيث كانت مديرة الخدمات اللغوية، ثم اختارت المهنة سياسية. عينت وزيرة الدولة للصحة العامة في فبراير 1984 .
وقد تم تعيينها سفيرة للكاميرون في بروكسل في 21 آذار / مارس 1989 ، حيث عملت في بلدان البنلوكس الثلاثة وكذلك في الجماعة الأوروبية. حتى وفاتها في عام 2006.